# Dã Liễu

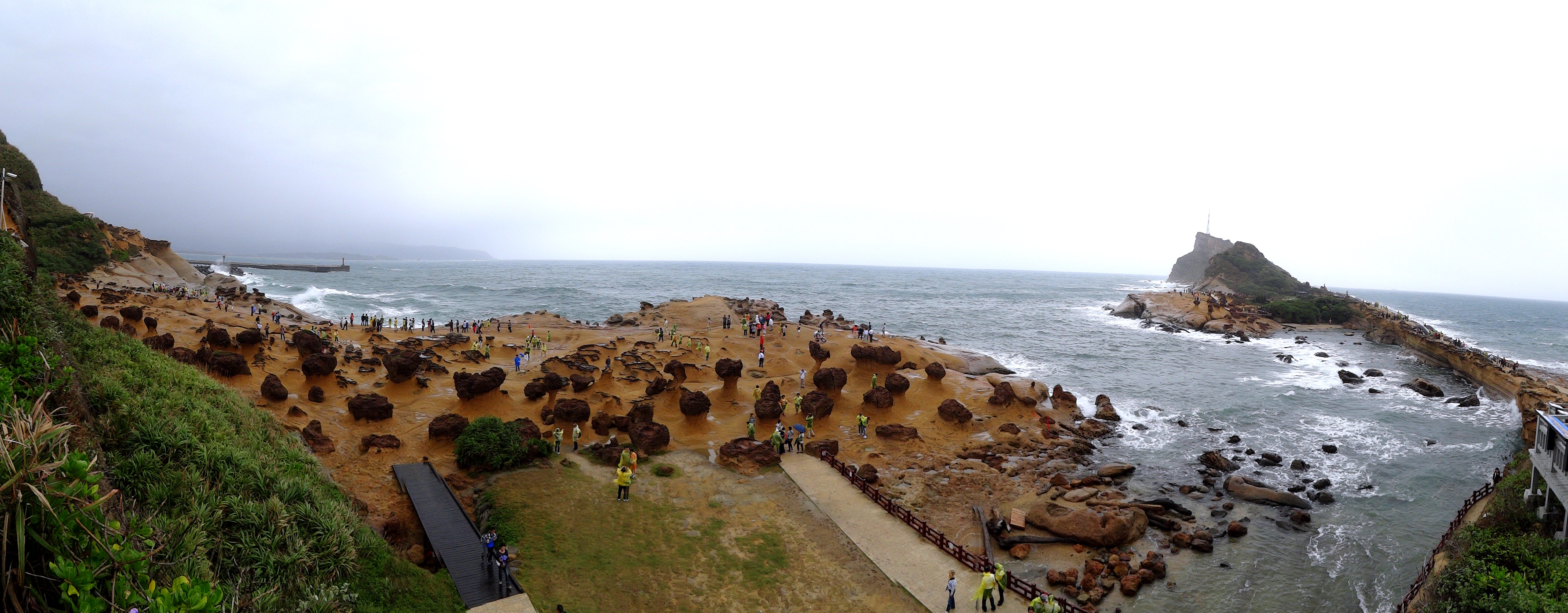
Toàn cảnh Vườn địa chất Dã Liễu

Dã Liễu (tiếng Trung: 野柳; bính âm: Yěliǔ) là một mũi đất ở bờ biển phía Bắc Đài Loan ở khu Vạn Lý, Tân Bắc giữa Đài Bắc và Cơ Long.
Mũi đất Dã Liễu là một phần của kiến tạo Thế Miocen đã tạo nên nhóm núi lửa Đại Truân (大屯, Tatun) với chiều dài 1700 m và chiều rộng 250 m. Đặc điểm tiêu biểu của Dã Liễu là các cột đá Hoodoo với nhiều hình dạng khác nhau nằm rải rác trên mũi đất trong đó nhiều cột đá có hình dạng kỳ lạ như hòn Nữ Vương Đầu (女王頭), Tiên Nữ Hài (仙女鞋) hay Trúc Đài Thạch (燭臺石).

## Hình ảnh

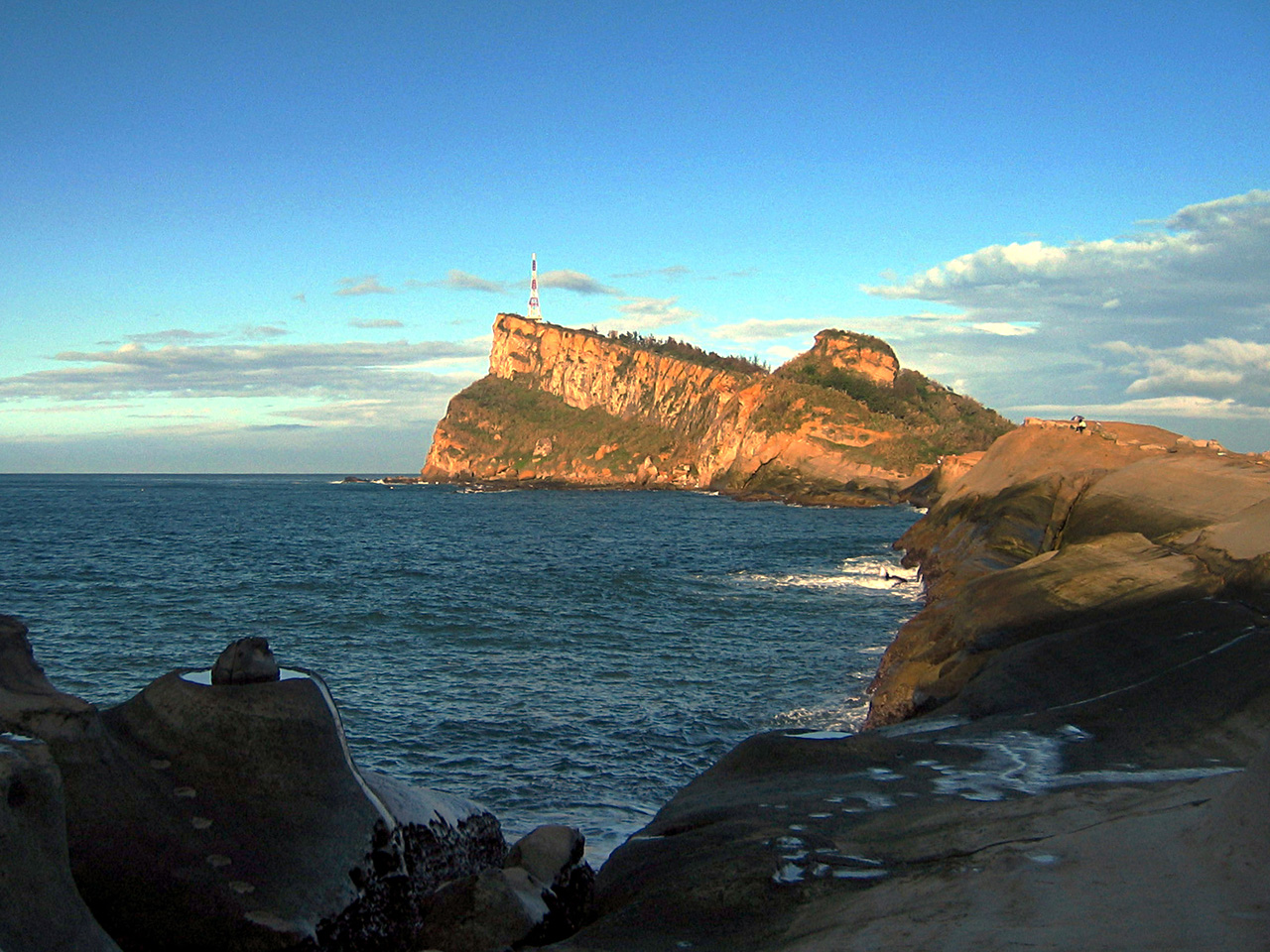
Mũi Dã Liễu
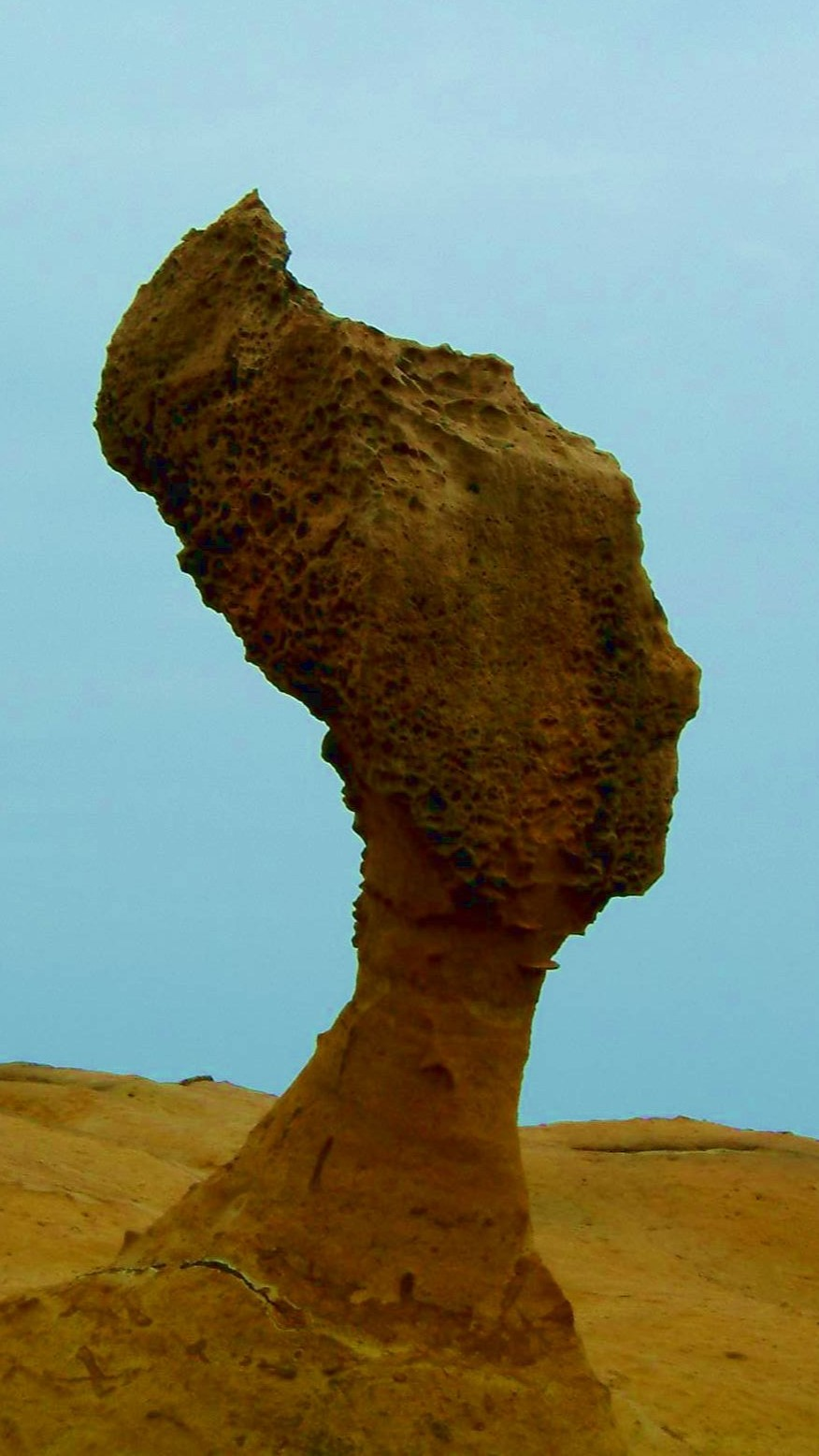
Hòn Nữ Vương Đầu
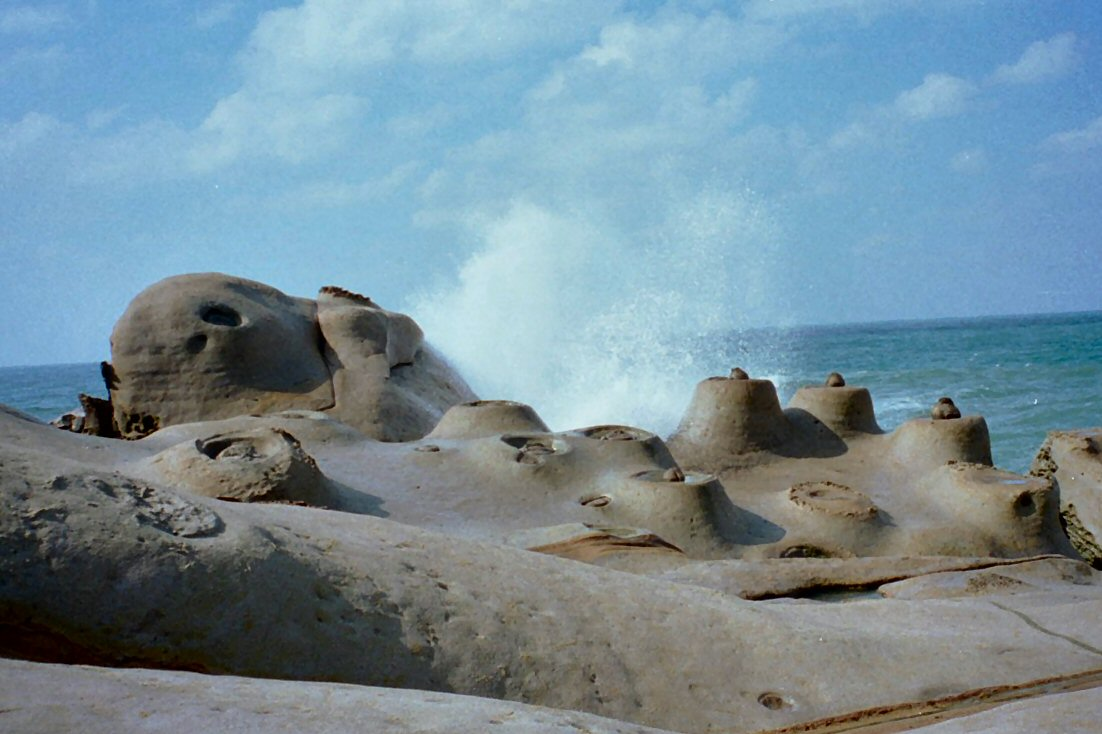
Hòn Trúc Đài Thạch
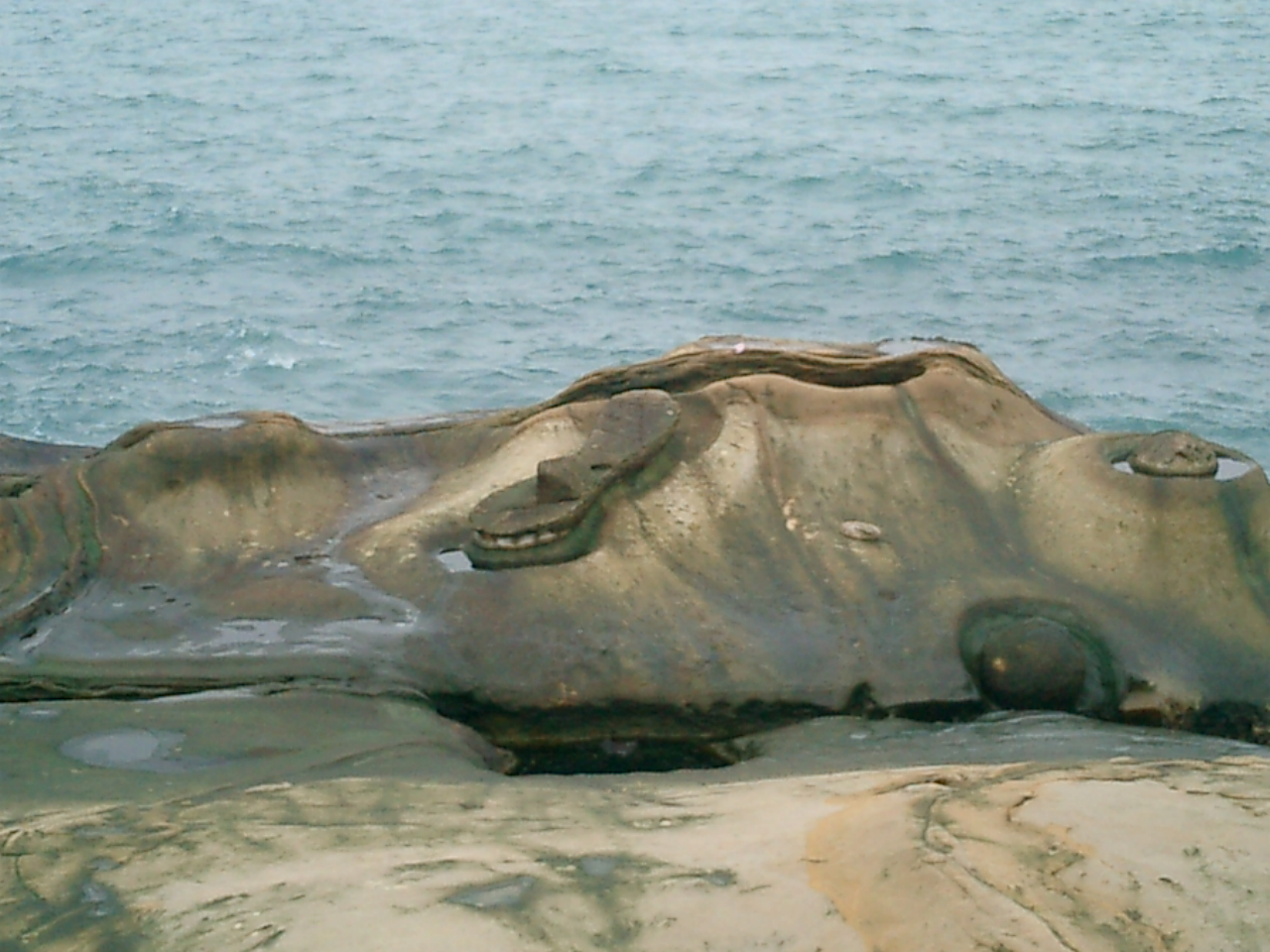
Hòn Tiên Nữ Hài
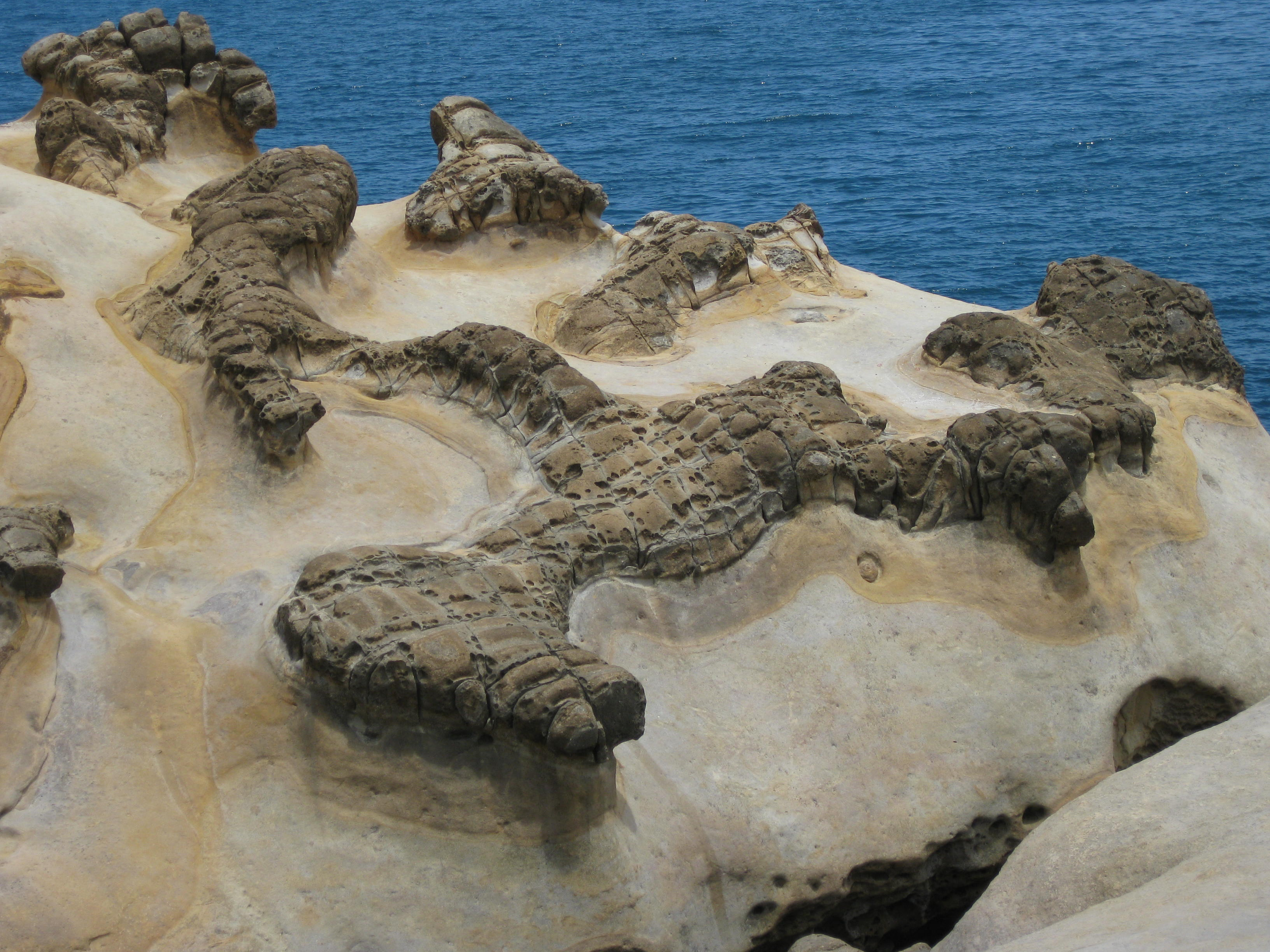
Hòn Khương Thạch
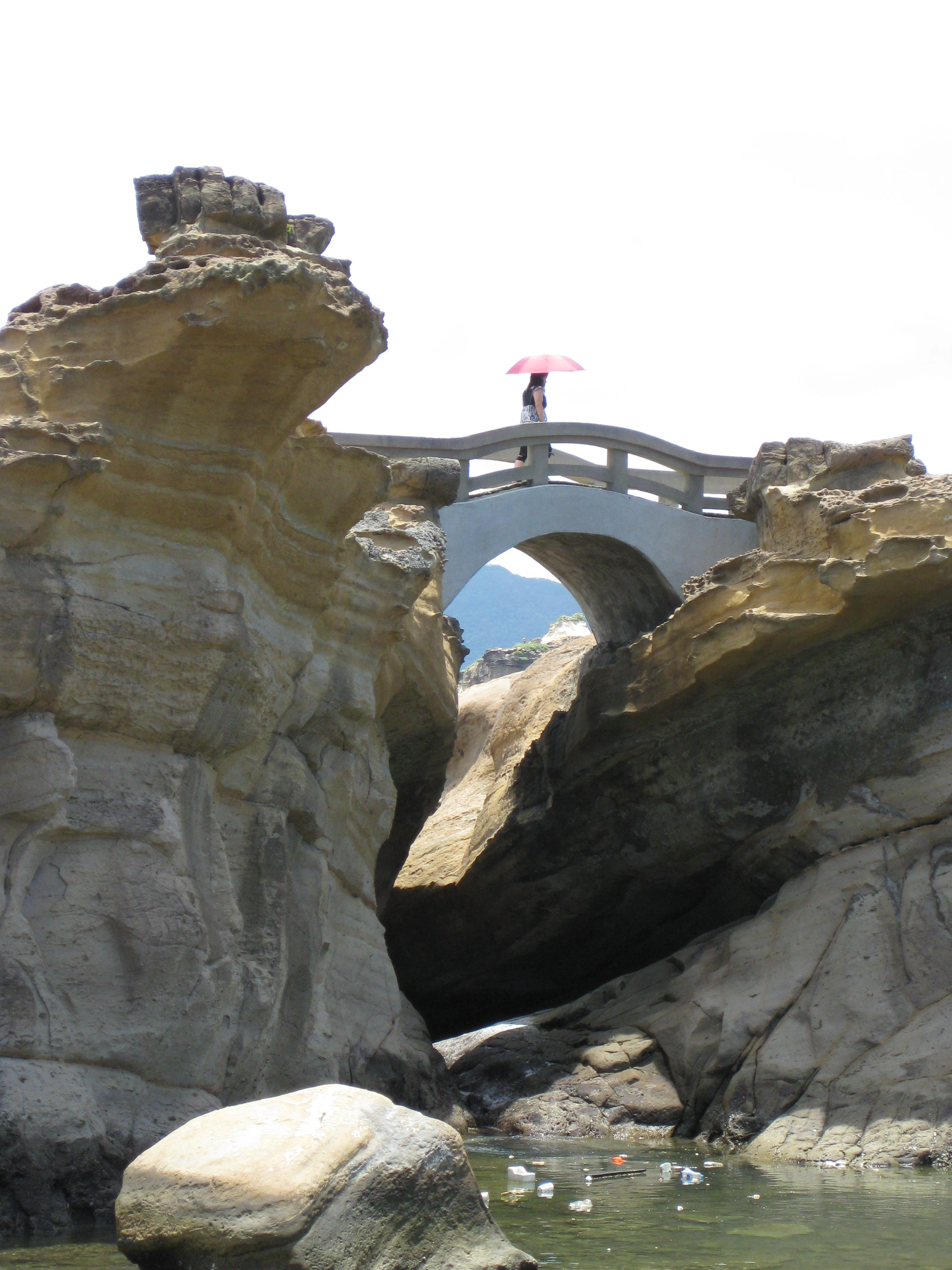
Cầu bộ hành
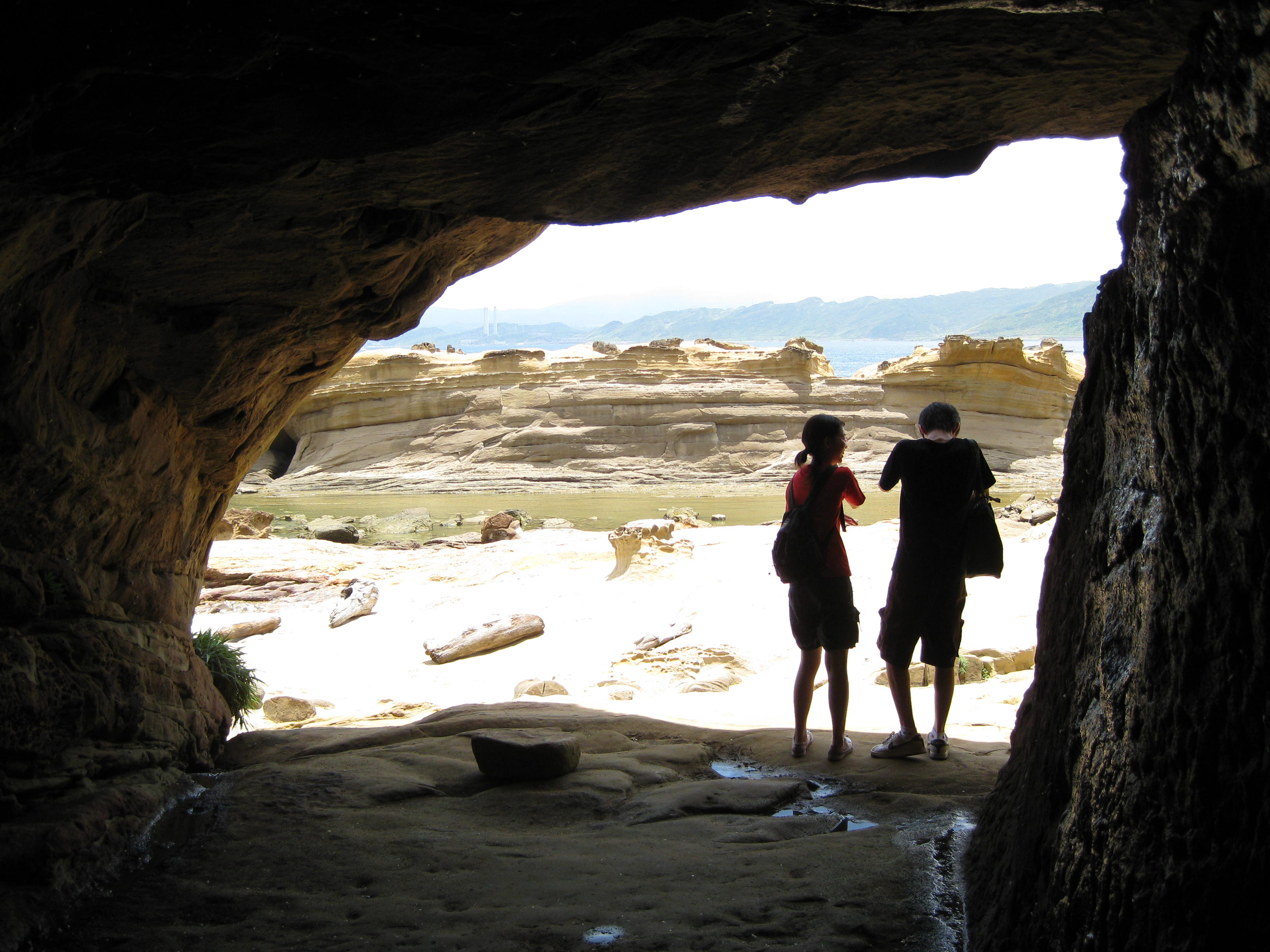
Hang đá
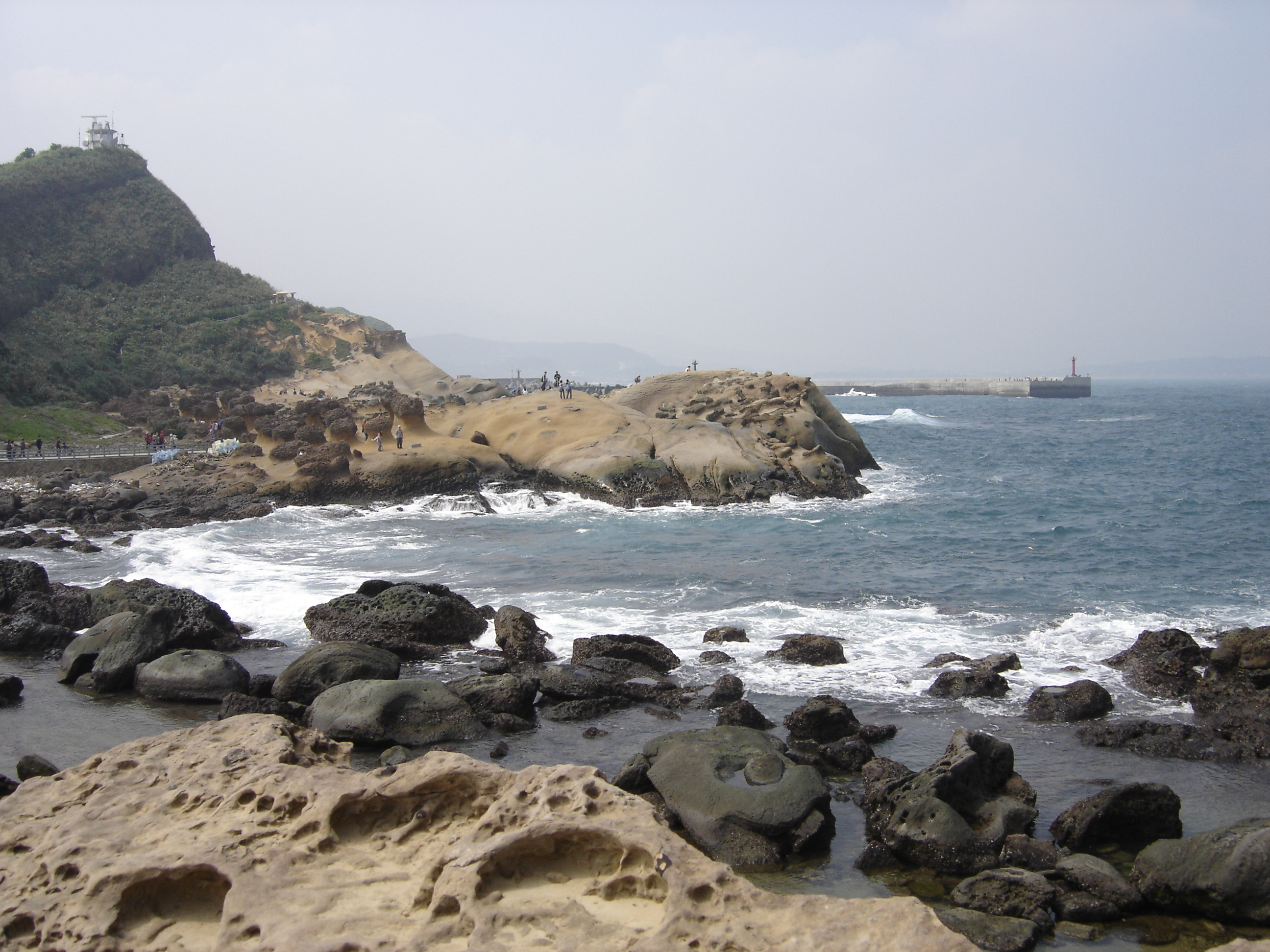
Eo Dã Liễu
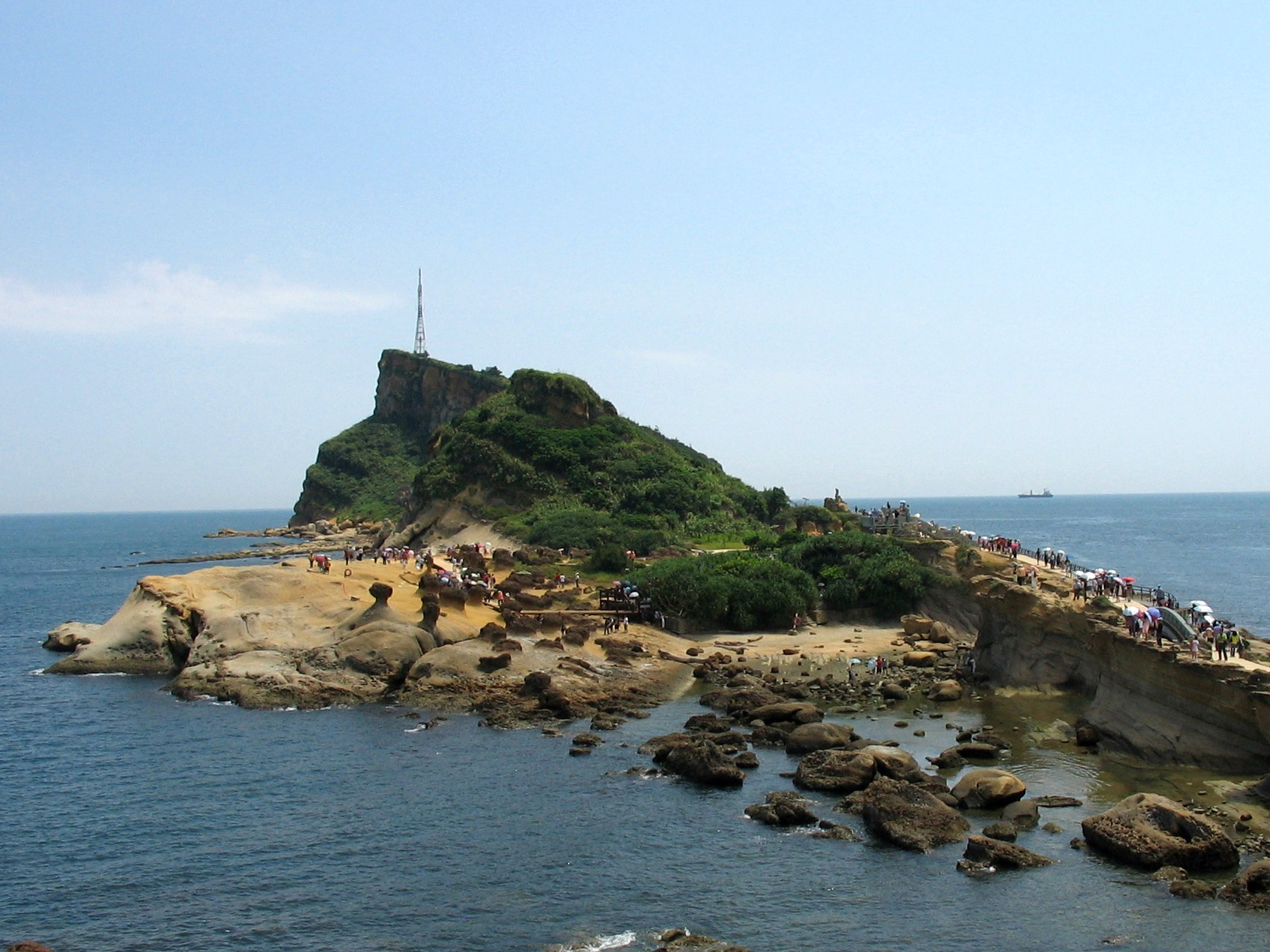
Phần phía Bắc của Dã Liễu
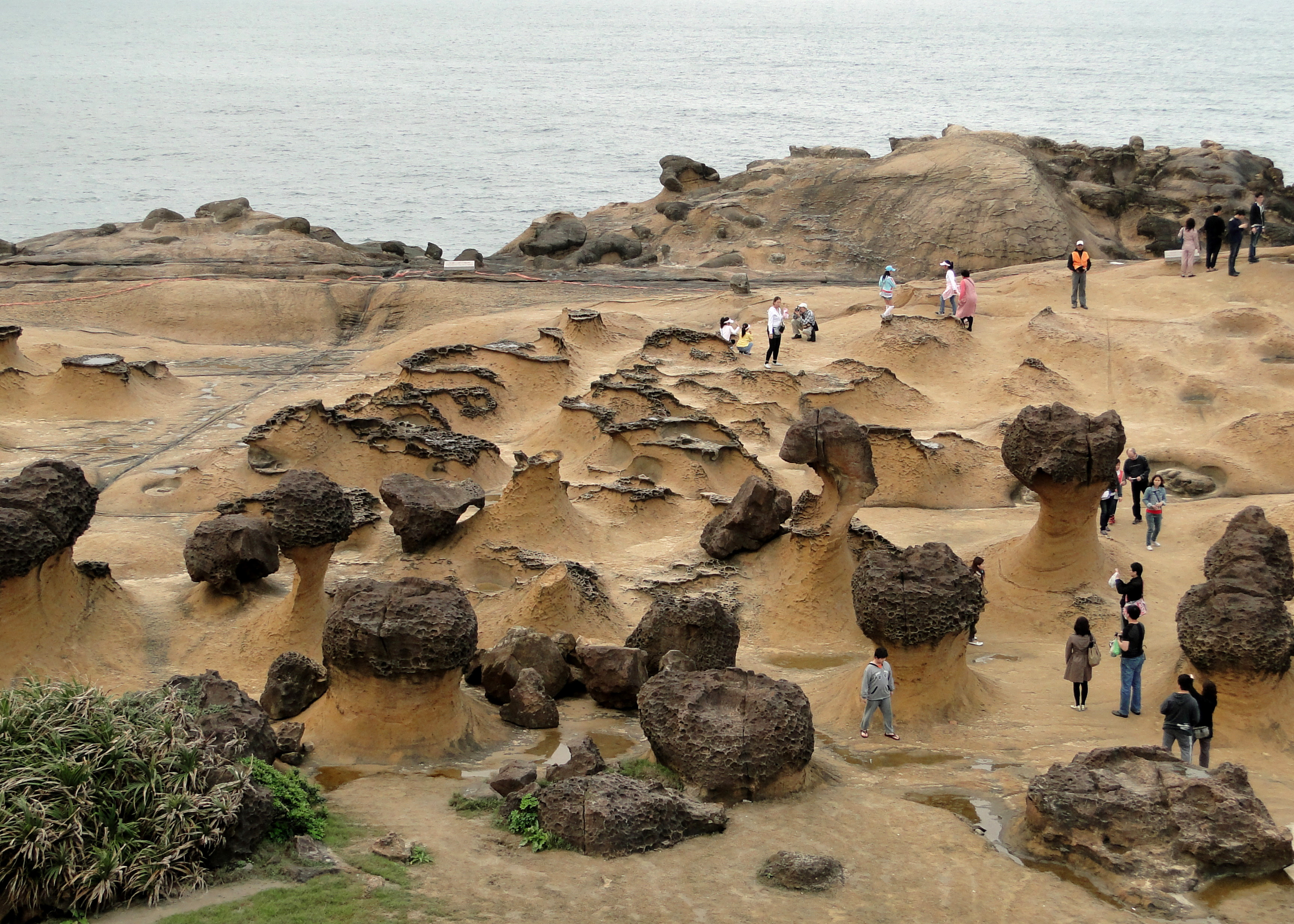
Đá hình cây nấm
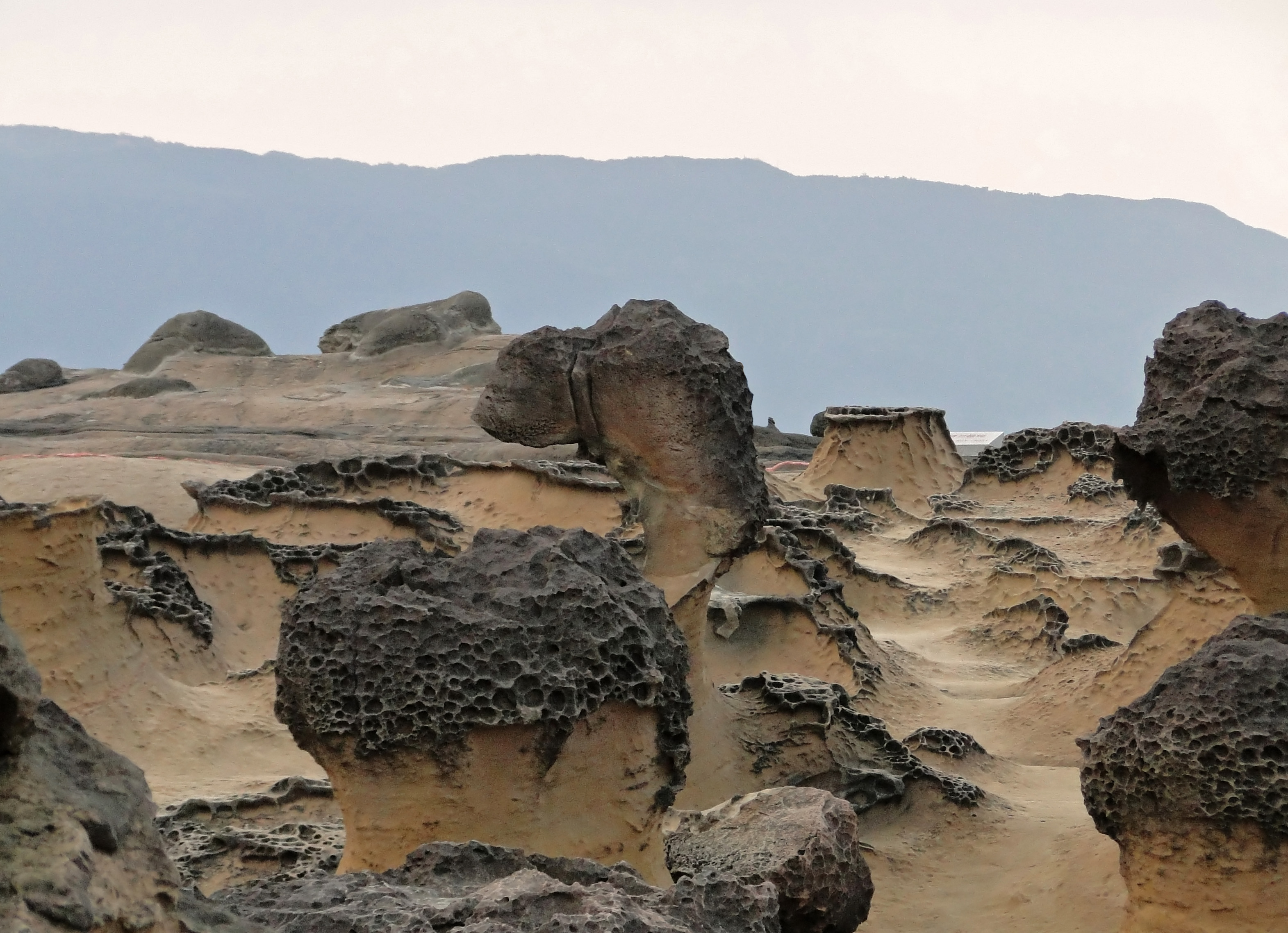
Đá hình lạc đà